# Kifogáskezelés
A kifogás az ügyfél részéről egy olyan megnyilvánulás, ami az üzlet megkötésének útjában áll. A kifogások legtöbbször a tárgyalást végét jelentik, noha legtöbbször csak egy, ki nem mondott kérdés az oka.

## A kifogások okai
A kifogásoknak számtalan oka lehet.
A kérdés sokkal inkább az, hogy mit jelentenek a kifogások:
1. Az ügyfélnek még nincs elég információja a termék hasznáról, hogy a vásárlás mellett döntsön.
2. Nincs olyan érzelmi állapotban, hogy objektív döntést hozzon.

## A kifogások típusai
A kifogások általában kultúrafüggőek. Mind a magán-, mind az üzleti életben az emberek nem kreatívak a kifogások gyártásában. Területenként 10-12 fajta állandó kifogást használnak. Az európai kultúrában a kifogások leggyakrabban az idővel, pénzzel kapcsolatosak.
- Nem érek rá...
- Majd holnap...
- Ez túl drága...
- Nincs rá pénzem... stb.

## A kifogáskezelés célja
A kifogáskezelés célja a kifogások megválaszolása és a kommunikáció fenntartása. A legtöbb ember a kifogás felhozásánál igyekszik a beszélgetést más témára terelni vagy lezárni. Ezért, ha meg akarja kötni az üzletet, az üzletkötő négy fontos elemet kell hogy szem előtt tartson:
1. Visszaigazolni, hogy hallotta és megértette a kifogást.
2. Olyan kérdést feltenni, ami lehetővé teszi a kommunikáció folytatását.
3. Visszairányítani a beszélgetést a kerülendő témára.
4. Határozottabban hangsúlyozni a termék hasznosságát az ügyfél számára.

## Kifogáskezelés-megközelítések
Az üzletkötők kétfajta megközelítést használnak, mindkét megközelítésnek vannak előnyei és hátrányai.
1. Megpróbálja kideríteni a kifogás valódi okát, és arra megoldást találni.
Előnye:
- Ha ügyesen csinálja, akkor nagyon nagy bizalmi szintet érhet el az ügyfélnél, ezzel megalapozva a hosszú távú kapcsolatot és a kapcsolódó termékek értékesítésének lehetőségét.

Hátrányai:
- Könnyen átcsúszhat a beszélgetés vallatásba.
- Minden oknak van egy kiváltó oka. A legtöbb ügyfél nincs tisztában azzal, hogy a kifogása valójában milyen érzelem racionalizálása, ezért az esetek nagy részében hamis okokat kerget majd, eredménytelenül.
- Nagyon sok gyakorlásra van szükség a természetes és sikeres használatához.

2. Sablonválaszt ad a kifogásra.
Előnyei:
- Előre felkészült stratégiával ül le tárgyalni az ügyféllel.
- Nem nagyon fogják meglepetések érni, de ha mégis, van szabad elmekapacitás a megválaszolására.
- Sokkal kevesebb stressz éri a tárgyalás alatt.
- Statisztikát tud vezetni az egyes válaszai hatékonyságáról. Ez alapján tovább tudja kalibrálni az értékesítési technikámat.
- Minimális felkészülési időt igényel.
- Előre be tudja tanulni a válaszokat.

Hátrányai:
- Ha elhanyagolja a gyakorlást, akkor nagyon mesterkéltnek fog tűnni a válasz, mintha könyvből olvasná. Különösen, ha telefonon keresztül kezeli a kifogást.
- Ha rosszul használja, akkor az ügyfélben lerombolja az eddig kialakult bizalmat, és ő fel fogja húzni a védőfalait.